# Microleon
Microleon is een geslacht van vlinders van de familie slakrupsvlinders (Limacodidae).

## Soorten
- M. longipalpis Butler, 1885
- M. rubicundula Wileman, 1911